# Rajendra Prasad
Rajendra Prasad (listenⓘ; sinh ngày 3 tháng 12 năm 1884 - mất ngày 28 tháng 2 năm 1963) là một nhà lãnh đạo chính trị Ấn Độ, từng là tổng thống đầu tiên của Cộng hòa Ấn Độ từ năm 1950 đến năm 1962.